# Типанов, Александр Фёдорович
Александр Фёдорович Типанов (20 октября 1924, с. Устье, Рязанская губерния, СССР — 18 января 1944, окрестности Красного Села, Ленинградская область, СССР) — пулемётчик, рядовой, Герой Советского Союза (посмертно), член ВЛКСМ. Похоронен в Городском парке Красного Села.

## Биография
Родился 20 октября 1924 в селе Устье. Окончил 7 классов. Работал механиком в Московско-Окском пароходстве.
В Красной Армии с 1942 года, в действующей армии с 1943 года. Пулемётчик 191-го гвардейского стрелкового полка 64-й гвардейской стрелковой дивизии 42-й армии Ленинградского фронта.
18 января 1944 года в бою у Лысой Горы на подступах к Красному Селу закрыл амбразуру вражеского дота своим телом, обеспечив боевым товарищам продвижение вперёд.
Указом Президиума Верховного Совета СССР «О присвоении звания Героя Советского Союза офицерскому, сержантскому и рядовому составу Красной Армии» от 13 февраля 1944 года за «образцовое выполнение боевых заданий командования на фронте борьбы с немецкими захватчиками и проявленные при этом отвагу и геройство»  удостоен посмертно звания Героя Советского Союза.
Похоронен в братской могиле в центре Красного Села, вместе с двумя тысячами других солдат, защищавших и освобождавших Ленинград.

## Память
- Навечно зачислен в списки 2-й роты 191-го гвардейского стрелкового полка Ленинградского фронта.
- Его именем в 1955 году названа улица Типанова в Санкт-Петербурге. В Рязани, Кадоме и Сасове также есть улицы, названные в честь героя.
- На месте подвига — мемориал «Дот Типанова» с сохранившимся немецким дотом, окружённым мемориальным ансамблем. Ведущая к нему дорога, относящаяся к Виллозскому городскому поселению Ломоносовского района Ленинградской области, также называется улицей Типанова. Дорога идёт от шоссе Красное Село — Пушкин, на месте их примыкания установлена стела-указатель.

### Мемориалы

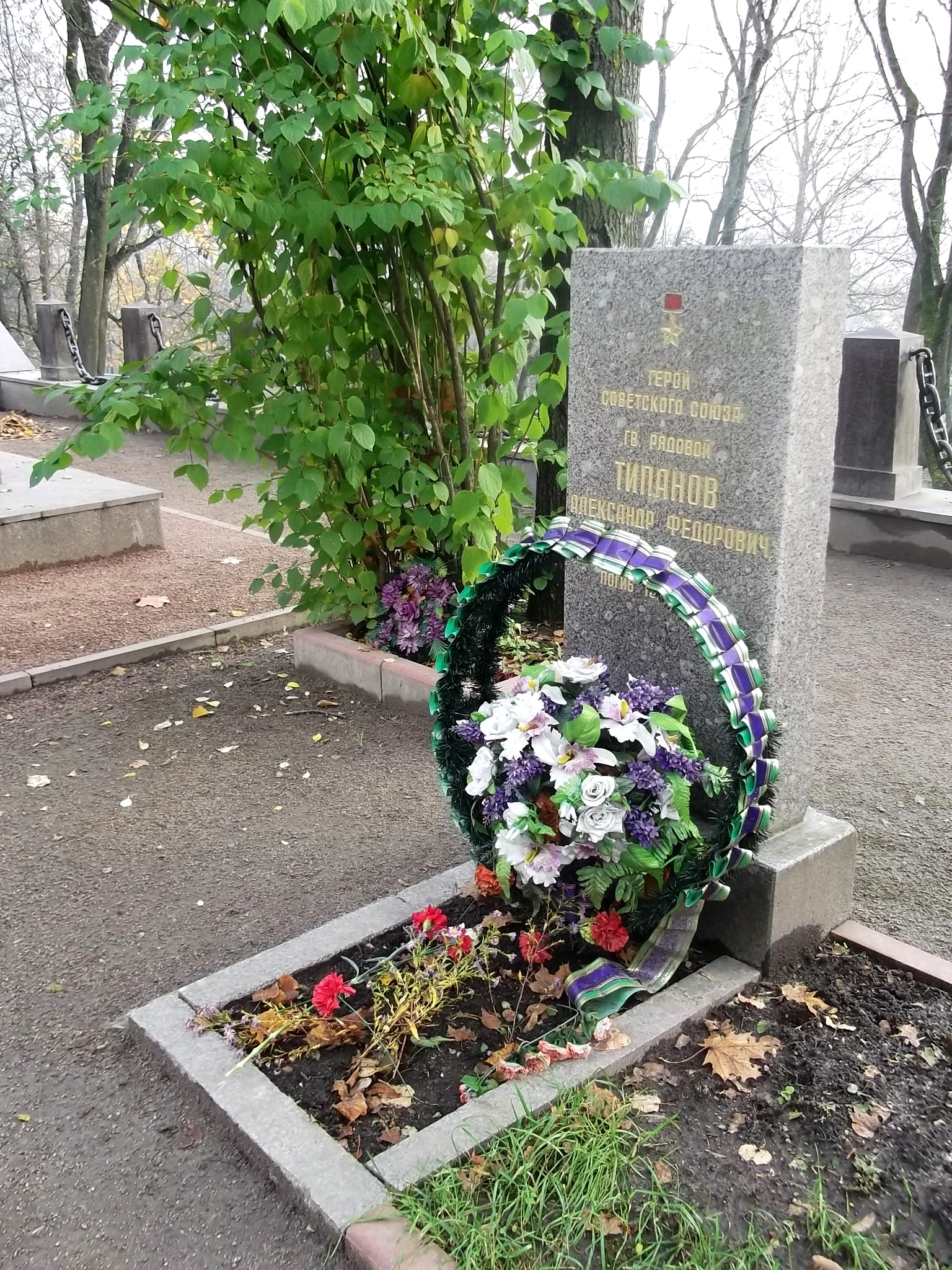
Могила А. Ф. Типанова в Красном Селе
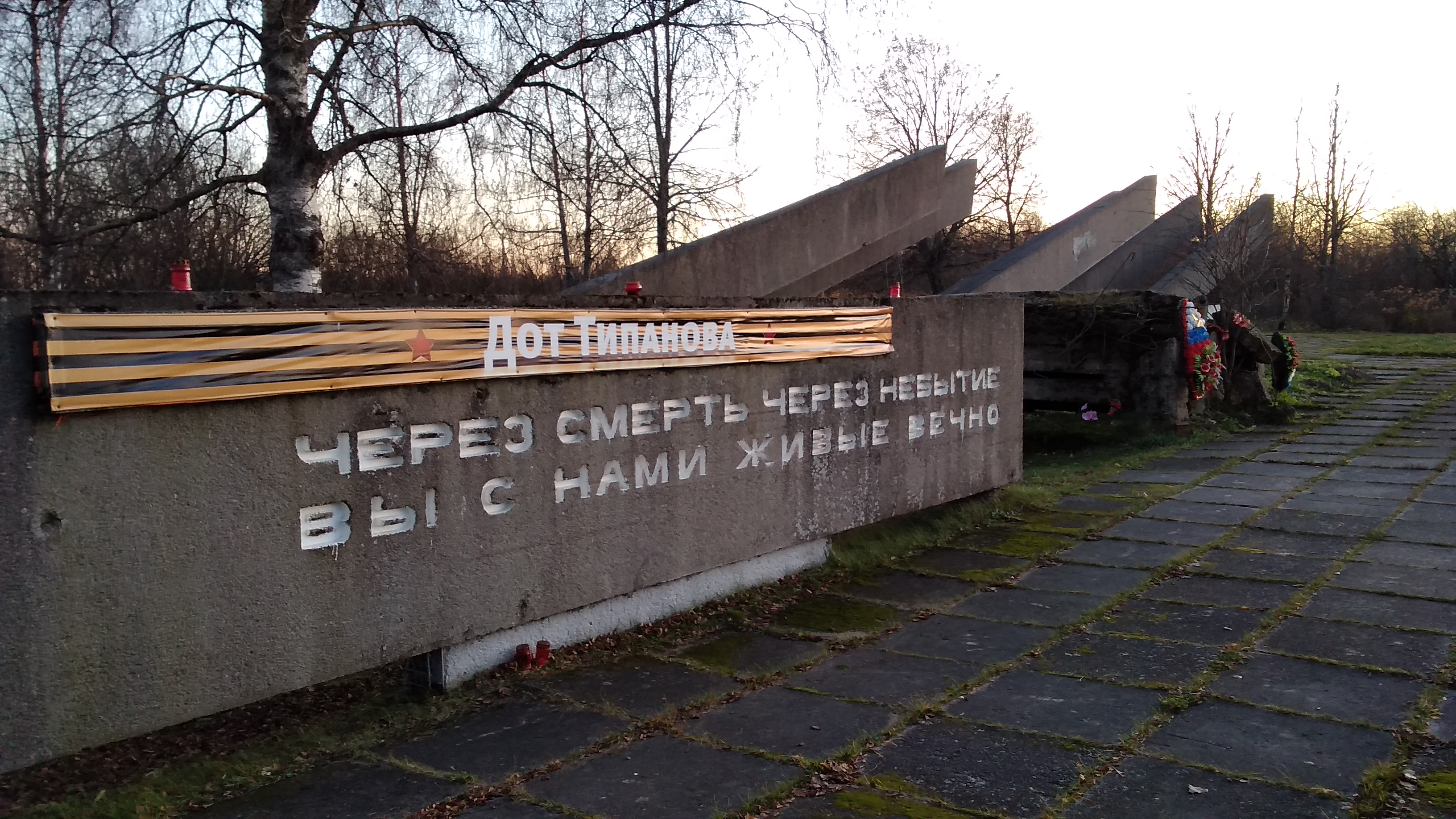
ДОТ Типанова
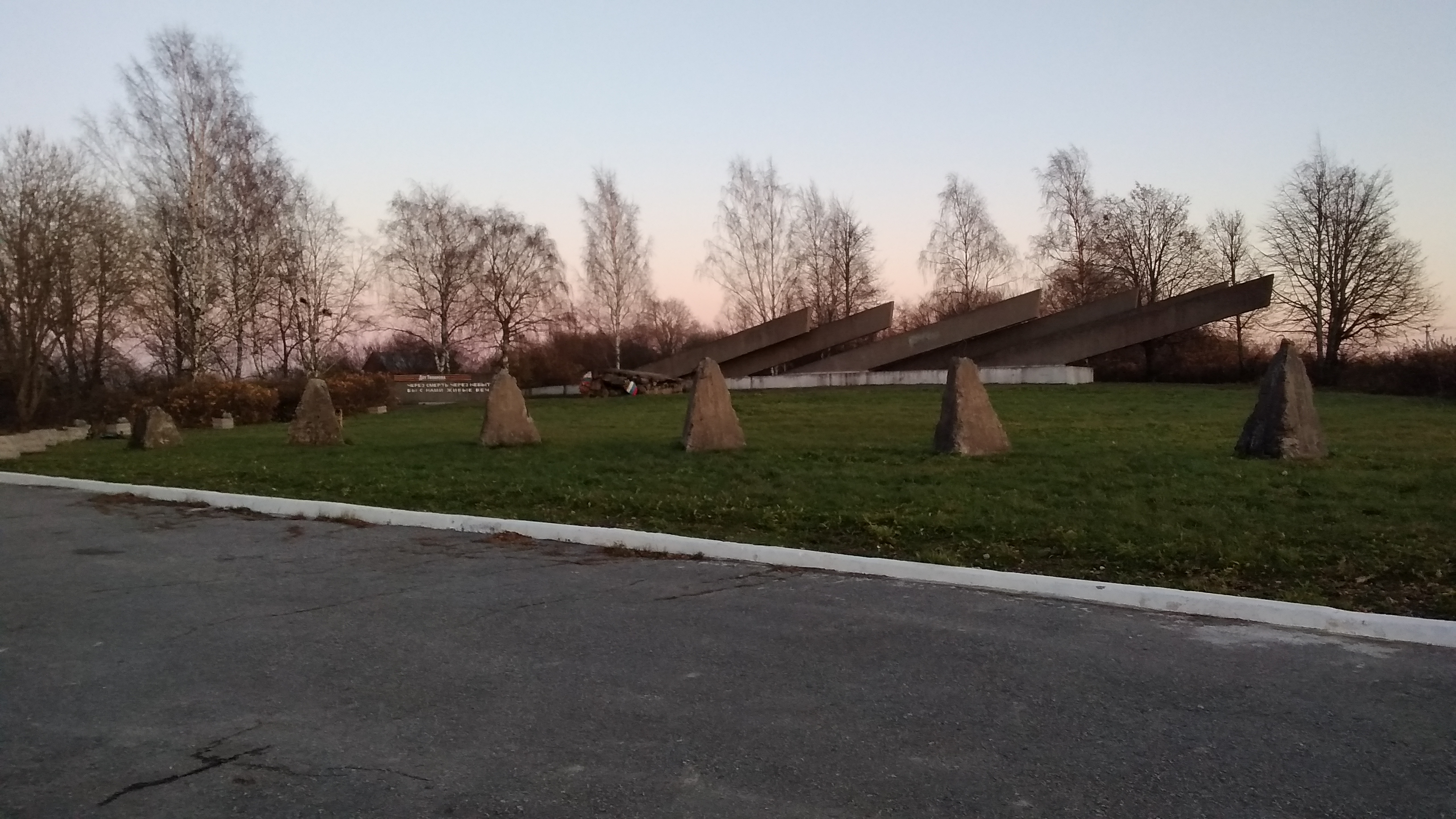
ДОТ Типанова
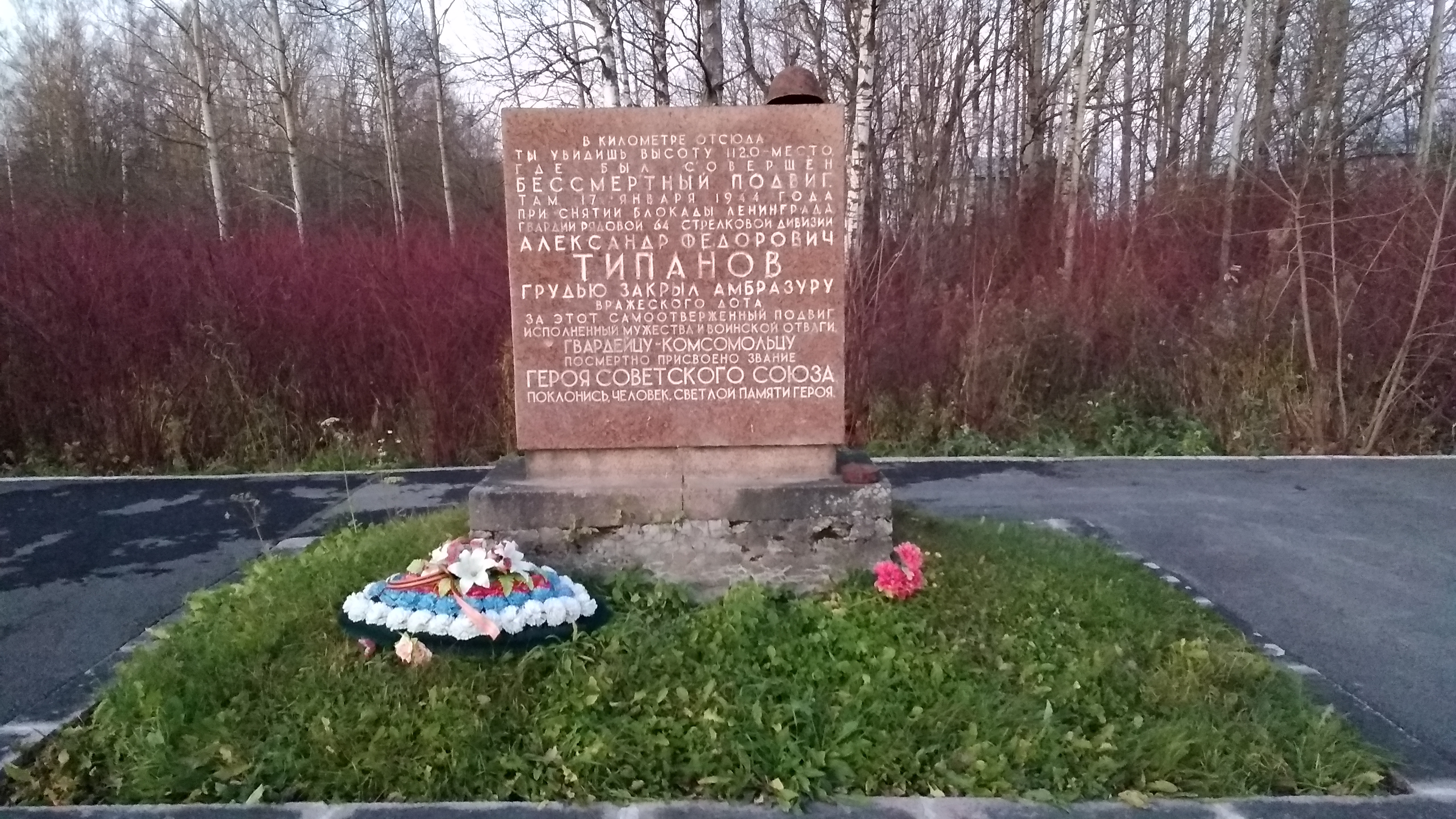
Стела на повороте к ДОТу Типанова с дороги на Пушкин
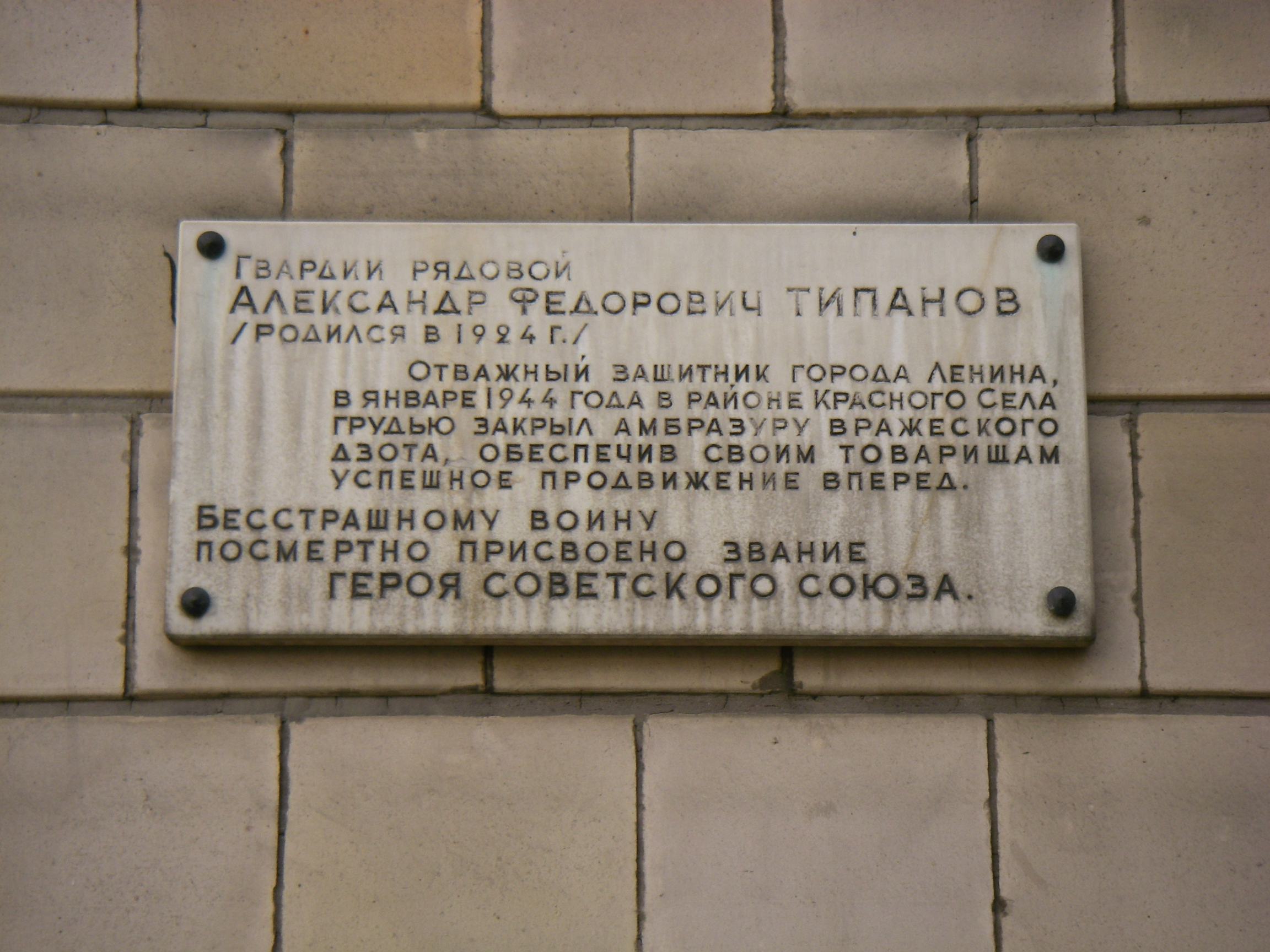
Мемориальная доска в Петербурге на ул. Типанова, д. 3